# Pomada de Whitfield
También conocida como pomada de ácido benzoico y salicílico, la pomada de Whitfield combina la acción fungistática del benzoato con la acción queratolítica del salicilato en proporción de 2 a 1 (6% de ácido benzoico y 3% de ácido salicílico). Se introdujo al mercado en abril de 1980, aunque ya se empleaba desde la década de 1910 como un preparado conteniendo 5% de ácido benzoico y 3% de ácido salicílico (como ácidos libres) -un remedio ideado empíricamente por el Dr. Arthur Whitfield, al que le agregó aceite de parafina y coco.

## Razonamiento para el uso
Como el ácido benzoico es solo fungistático, la erradicación de la infección se produce solo después de extraer el estrato córneo infectado, y se requiere medicación continua durante semanas o meses. El ácido salicílico acelera la descamación.

## Usos
La pomada de Whitfield se emplea sobre todo en pie de atleta, y en ocasiones en la tiña del cuero cabelludo. En ensayos comparativos, la pomada de Whitfield, la crema de clotrimazol y el tolnaftato son igual de eficaces en el tratamiento de las dermatofitosis, sin embargo, su eficacia se ha puesto últimamente en duda.
En el manejo de la eritrasma, la pomada de Whitfield tiene la misma eficacia que la eritromicina sistémica en las axilas y la ingle, pero muestra una mayor eficacia en las áreas interdigitales y es comparable con la pomada de fusidato de sodio al 2% para el tratamiento de todas las áreas.
Se ha notado que la pomada causa pocos casos de urticaria quizá debido a su base de petrolato.